# Hepacivirin
Hepacivirin (EC 3.4.21.98, Cpro-2, serinska proteinaza virusa hepatitis C NS3, NS3-4A serinski proteinazni kompleks) je enzim. Ovaj enzim katalizuje sledeću hemijsku reakciju
Hidroliza četiri peptidne veze u viralnim prekursornim poliproteinima, obično sa Asp ili Glu u P6 poziciji, Cys ili Thr u P1 i Ser ili Ala u P1'
Ovaj enzim je sadržan u genomu virusa iz hepatitis C grupe.

## Spoljašnje veze
- Hepacivirin на 